# Sheffield Football Club
O Sheffield Football Club é um clube de futebol Inglês de Sheffield, South Yorkshire. O clube, fundado em 24 de outubro de 1857 é mais conhecido pelo fato de ser, segundo a FIFA, o clube de futebol mais antigo do mundo. O Sheffield Football Club joga atualmente na Northern Premier League Division One East.
O clube também é conhecido por participar da mais antiga rivalidade do futebol mundial entre Sheffield Football Club e Hallam Football Club. O primeiro confronto aconteceu no ano de 1860, no jogo conhecido como o "Rules Derby".
O clube recebeu a Ordem de Mérito da FIFA e comemorado pelo Football Hall of Fame Inglês como um destaque na história do futebol.

## História

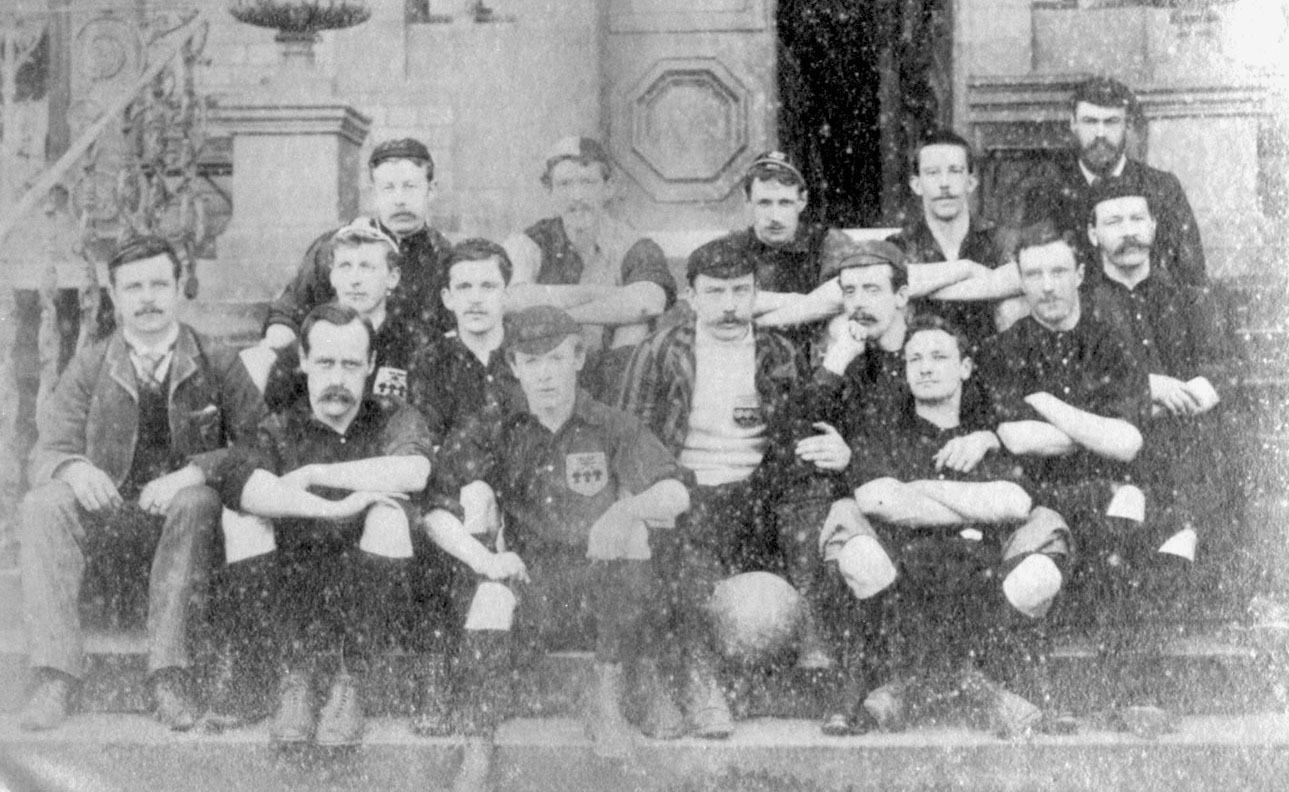
O time de Sheffield em 1890.

A origem do clube na data do ano de 1857, quando dois amantes do críquete, William Prest e Nathaniel Creswick, debateram até altas horas da madrugada acerca do esporte ideal para manter a forma durante o inverno, uma vez que as condições climáticas dificultavam a prática do críquete.
Após muitas discussões, ambos chegaram à conclusão de que tal desporto seria o futebol. Desta forma, a 24 de outubro de 1857, foi criado o primeiro clube da história, o Sheffield FC, ao redor do qual foram redigidos os primeiros regulamentos do futebol, conhecidos como "Códigos de Sheffield", que serviram para organizar as primeiras partidas: solteiros contra casados e profissionais contra amadores.
Cinco anos depois, 15 equipes haviam nascido na região de Sheffield, e o "germe" havia-se espalhado para a cidade de Londres, que logo começou a organizar partidas com o Sheffield FC, apelidado "The Club", definição categórica que vem ratificar que ele foi o primeiro entre os primeiros clubes de futebol.
Com o passar do século XIX, foram criadas outras equipas na região, dentre as quais o Sheffield Wednesday e o Sheffield United, que se tornariam profissionais, ao tempo que o Sheffield FC decidiu permanecer como clube amador, circunstância que relegou a primeira equipa da História ao ocaso.
No entanto, a paixão de seus adeptos e o orgulho da equipa trouxeram o velho Sheffield FC até o século XXI. Hoje o clube pertence a uma divisão de futebol amador perdida no complicado sistema organizativo do futebol britânico, e joga no Stadium of Bright, perante 1.500 orgulhosos torcedores.
Apesar de não ter muitos troféus em sua sede, o Sheffield FC é, ao lado de Real Madrid e Milan, a única equipe do mundo a contar com a Ordem de Mérito da FIFA, que reconheceu oficialmente a equipe como "decano do futebol universal".

## Rivalidades
O Sheffield Football Club possui uma rivalidade com o Hallam Football Club chamada "Rules Derby" ambos são os clubes mais antigos do mundo.

## Títulos
| NACIONAIS | NACIONAIS                                             | NACIONAIS | NACIONAIS                                    |
|           | Competição                                            | Títulos   | Temporadas                                   |
| --------- | ----------------------------------------------------- | --------- | -------------------------------------------- |
|           | FA Amateur Cup                                        | 1         | 1903-04                                      |
|           | Whitbread Trophy                                      | 1         | 1987–88                                      |
|           | Yorkshire League - League Cup                         | 1         | 1977–78                                      |
|           | Yorkshire League - Division Two champions             | 1         | 1976–77                                      |
|           | Northern Counties East Football League - Division One | 2         | 1988-89 e 1990-91                            |
|           | Northern Counties East Football League - League Cup   | 2         | 2000-01 e 2004-05                            |
|           | Sheffield and Hallamshire Senior Cup                  | 5         | 1993–94, 2004–05, 2005–06, 2007–08 e 2009–10 |